# Orrin Hatch
Orrin Grant Hatch (Homestead, Pensilvania, 22 de marzo de 1934-Salt Lake City, Utah, 23 de abril de 2022) fue un abogado y político estadounidense, quien se desempeñó como senador de los Estados Unidos representando al estado de Utah de 1977 a 2019. Los 42 años en el cargo de Hatch en el Senado lo convirtieron en el senador republicano de los Estados Unidos con más años de servicio en la historia. Hatch también fue miembro de La Iglesia de Jesucristo de los Santos de los Últimos Días (Iglesia SUD). En el 2000 Hatch intentó lanzarse como candidato republicano para la presidencia estadounidense, pero fracasó ante el entonces gobernador de Texas, George W. Bush.

## Política
Fue miembro de la Comisión de Finanzas del Senado de los Estados Unidos, donde sirvió en los subcomités de Energía, Recursos Naturales, y de Infraestructura e Impuestos de Supervisión del IRS. Hatch estuvo también en el Comité Selecto sobre Inteligencia, en el que está el ranking Republicano, de la Comisión de la Judicatura, y de la Salud, Educación, Trabajo y Pensiones del Comité, así como el Comité Conjunto sobre Tributación. También sirvió en la Junta de Directores del Museo Memorial del Holocausto de los Estados Unidos. Hasta 2004, presidió la Comisión de Asuntos Judiciales del Senado de los Estados Unidos  y anteriormente presidió la Comisión de Trabajo y Recursos Humanos del Senado de los Estados Unidos. Apoyó al exgobernador de Massachusetts, Mitt Romney, en su candidatura a las elecciones presidenciales de Estados Unidos de 2008.

## Familia
Nació de Helen Kamm y Jesse Hatch en Pittsburgh, Pensilvania. Su abuelo, Jeremiah Hatch fue fundador del presente pueblo de Vernal, capital del Condado de Uintah (Utah). Su esposa, Elaine Hansen era nativa de Newton, al norte de Utah. Fueron padres de seis hijos y 22 nietos, todos miembros de la Iglesia de Jesucristo de los Santos de los Últimos Días.

## Educación
Fue el primero de su familia en asistir a la universidad, graduándose en 1959 de la Universidad de Brigham Young con un título en Historia. En 1962 se graduó de abogado de la escuela de leyes de la Universidad de Pittsburgh. Como anécdota recuerda que como estudiante de derecho trabajó como empleado de limpieza, trabajador para una compañía de construcción y asistente de un dormitorio estudiantil.

## Medioambiente
Según la ONG Center for Responsive Politics, recibió desde 2012 más de 471.000 dólares de grupos de interés de la industria del petróleo, del gas y del carbón.

## Historia electoral
- 2006 Postulación para el Senado de los EUA
  - Orrin Hatch (R) (actual), 62%
  - Pete Ashdown (D), 31%

- 2000 Postulación para el Senado de los EUA
  - Orrin Hatch (R) (actual), 66%
  - Scott Howell (D), 31%

- 1994 Postulación para el Senado de los EUA
  - Orrin Hatch (R) (actual), 69%
  - Pat Shea (D), 28%

- 1988 Postulación para el Senado de los EUA
  - Orrin Hatch (R) (actual), 67%
  - Brian Moss (D), 32%

- 1982 Postulación para el Senado de los EUA
  - Orrin Hatch (R) (actual), 58%
  - Ted Wilson (D), 41%

- 1976 Postulación para el Senado de los EUA
  - Orrin Hatch (R), 54%
  - Frank Moss (D) (actual), 45%